# Немозии
Немозии (лат. Nemosia) — род воробьиных птиц из семейства танагровых. Представители рода распространены в Южной Америке. Родовое название от др.-греч. νεμος — «поляна, открытое место».

## Виды
В состав рода включают два вида:
| Изображение | Научное название | Русское название      | Распространение                                                                                |
| ----------- | ---------------- | --------------------- | ---------------------------------------------------------------------------------------------- |
|             | Nemosia pileata  | Капюшонная немозия    | Аргентина, Боливия, Бразилия, Колумбия, Французская Гвиана, Гайана, Парагвай, Перу и Венесуэла |
|             | Nemosia rourei   | Вишнёвогорлая немозия | Атлантический лес в Эспириту-Санту (Бразилия)                                                  |